# Kabinett Jones III
Das Kabinett Jones III war die neunte Regierung von Wales. Sie wurde nach der Wahl zur Nationalversammlung für Wales 2016 gebildet. Es war vom 19. Mai 2016 bis zum 12. Dezember 2018 im Amt. Es war eine Koalition der Welsh Labour Party mit den Welsh Liberal Democrats und einem Parteilosen. Sie verfügte im Senedd über die knappste Mehrheit von 31 der 60 Sitzen. Am 12. Dezember trat First Minister Carwyn Jones zurück. Sein Nachfolger wurde Mark Drakeford.

## Kabinett

### Minister
| Amt                                                           | Bild | Name             | Partei | Partei    | Amtszeit  |
| ------------------------------------------------------------- | ---- | ---------------- | ------ | --------- | --------- |
| First Minister (Regierungschef)                               |      | Carwyn Jones     |        | Labour    | 2016–2018 |
| Minister für Wirtschaft, Verkehr und Nordwales                |      | Ken Skates       | Labour | 2016–2018 |           |
| Minister für Gesundheit und soziale Dienste                   |      | Vaughan Gething  | Labour | 2016–2018 |           |
| Ministerin für Bildung                                        |      | Kirsty Williams  |        | LibDems   | 2016–2018 |
| Ministerin für Kommunalverwaltung und öffentlichen Dienst     |      | Carl Sargeant    |        | Labour    | 2016–2017 |
| Ministerin für Kommunalverwaltung und öffentlichen Dienst     |      | Alun Davies      | Labour | 2017–2018 |           |
| Minister für Finanzen                                         |      | Mark Drakeford   | Labour | 2016–2018 |           |
| Ministerin für Energie, Planung und ländliche Angelegenheiten |      | Lesley Griffiths | Labour | 2016–2018 |           |
| Kabinettsmitglied mit beratender Stimme                       |      |                  |        |           |           |
| Leader of the House Chief Whip                                |      | Jane Hutt        |        | Labour    | 2016–2017 |
| Leader of the House Chief Whip                                |      | Julie James      | Labour | 2017–2018 |           |

### Vizeminister
| Amt                                                                  | Name               | Name               | Partei    | Amtszeit  |
| -------------------------------------------------------------------- | ------------------ | ------------------ | --------- | --------- |
| Stellvertretende Ministerin für Wissenschaft und Fähigkeiten         |                    | Julie James        | Labour    | 2016–2018 |
| Stellvertretende Ministerin für Weiterbildung und walisische Sprache | Alun Davies        | Labour             | 2016–2017 |           |
| Stellvertretende Ministerin für Weiterbildung und walisische Sprache | Eluned Morgan      | Labour             | 2017–2018 |           |
| Stellvertretende Ministerin für Kinder und soziale Sicherheit        | Rebecca Evans      | Labour             | 2016–2017 |           |
| Stellvertretende Ministerin für Kinder und soziale Sicherheit        | Huw Irranca-Davies | Labour             | 2017–2018 |           |
| Stellvertretender Minister für Kultur, Sport und Tourismus           |                    | Dafydd Elis-Thomas | Parteilos | 2017–2018 |
| Stellvertretender Minister für Wohnungswesen                         |                    | Rebecca Evans      | Labour    | 2016–2018 |
| Stellvertretende Ministerin für Umwelt                               | Hannah Blythyn     | Labour             | 2016–2018 |           |